# Tineg, Abra
Tineg là một đô thị hạng 4 ở tỉnh Abra, Philippines. Theo điều tra dân số năm 2007, đô thị này có dân số 4.317 người trong 787 hộ.

## Các khu phố (barangay)
Tineg được chia thành 10 khu phố (barangay).
| Barangay       | Pop. (2007) |
| -------------- | ----------- |
| Pob. (Agsimao) | 685         |
| Alaoa          | 515         |
| Anayan         | 279         |
| Apao           | 247         |
| Belaat         | 303         |
| Caganayan      | 1.058       |
| Cogon          | 350         |
| Lanec          | 131         |
| Lapat-Balantay | 378         |
| Naglibacan     | 371         |

## Kết quả bầu cử năm 2007
| Chức vụ          | Ứng cử viên         | Tổng số phiếu bầu |
| ---------------- | ------------------- | ----------------- |
| Thị trưởng       | Edwin Crisologo Sr. | 1.031             |
| Phó thị trưởng   | Maura Gavino        | 605               |
| Ủy viên hội đồng | Resty Eduarte       | 935               |
| Ủy viên hội đồng | Jeremias Batawang   | 799               |
| Ủy viên hội đồng | Pedro Enon          | 796               |
| Ủy viên hội đồng | Nora Valencia       | 771               |
| Ủy viên hội đồng | Nicomedes Turalba   | 753               |
| Ủy viên hội đồng | Ricardo Bangquig    | 753               |
| Ủy viên hội đồng | Soledad Zapata      | 703               |
| Ủy viên hội đồng | Rey Tandi           | 683               |